# Journal of Number Theory
Journal of Number Theory (ISSN 0022-314X) — математический журнал, публикующий широкий спектр статей по теории чисел. Был основан в 1969 году под эгидой Университета штата Огайо. В настоящее время ежегодно публикует 12 выпусков в шести томах. Главный редактор — профессор Огайского Университета Девид Гросс, издательство — Elsevier.